# Stadio Marcel Deflandre
Lo stadio Marcel Deflandre (in francese Stade Marcel-Deflandre) è un impianto sportivo francese di La Rochelle. È l'impianto principale della città ed è destinato esclusivamente agli incontri di rugby a 15. È lo stadio di casa per la squadra dei rugby La Rochelle.
Lo stadio è stato inaugurato nel 1926 con il nome di Parc des Sports de Port-Neuf.
Il 23 marzo 1947, lo stadio venne intitolato a Marcel Deflandre, artefice delle fusione dei tre club di rugby allora presenti in città in un nuovo sodalizio chiamato Stade Rochelais, di cui nel 1941 assunse la presidenza.
Membro della Resistenza, fu arrestato il 9 ottobre 1943 e fucilato dalla Gestapo l'11 gennaio 1944 a Bordeaux.
Lo stadio nel 2000 è stato interessato da importanti lavori di ristrutturazione: è stato rifatto l'impianto luce, il manto erboso e l'ampliamento della tribuna Atlantic di 600 posti su entrambi i lati. La capienza venne portata a 10 500 posti di cui 6 000 a sedere.
Nel 2008 vennero iniziati i lavori di ristrutturazione della seconda tribuna dello stadio, la Pont Neuf. La nuova installazione include pannelli solari sul tetto di 3.000 m2 e di una cisterna da 80.000 litri che raccoglie l'acqua piovana per l'irrigazione del terreno di gioco.
Nel 2010 è stata invece ristrutturata la tribuna Albertville, aumentandone la capienza da 1 000 a 2 500 posti.
A seguito della costruzione di una nuova tribuna effettuata nel settembre 2017, chiamata Apivia, la capienza definitiva dello stadio è arrivata a 16 000 posti.